# Balfringletscher
Der Balfringletscher ist ein Hanggletscher am Nordhang des Balfrin in den Walliser Alpen in der Schweiz.
Er befindet sich in einem nach Norden ausgerichteten Hochtal, das vom Gross Bigerhorn (3626 m ü. M.), Balfrin (3796 m), Schilthorn (3402 m) und Lammenhorn (3190 m) begrenzt wird. Das Zehrgebiet des Gletschers beginnt jeweils knapp unterhalb dieser Gipfel und reicht bis auf 2700 m hinunter, wobei die Gletscherzunge im untersten Bereich weitgehend von Schutt bedeckt ist. Der Gletscher entwässert über den Schweibbach in die Saaser Vispa, die Vispa und schlussendlich in die Rhône.
Der Gletscher hat im Schweizer Gletscherinventar die Nummer B53/11.